# 吴秋来
吴秋来，新加坡山水人物画家。1952年生于新加坡，祖籍福建安溪。1976年毕业于南洋美术专科学校，师从新加坡先驱画家陈宗瑞、施香沱。绘画题材涉及山水、人物、花鸟，写生足迹遍及中国各地、南洋邻国、印度尼泊尔边隅。

## 生平
1975年 加入啸涛篆刻书画会
1976年 毕业于南洋美术专科学校
1985年 在新加坡电视台《笔飞墨舞》节目中示范山水画
1985年 获南洋美专校友会美展优秀奖
1986年 获南洋美专校友会美展优秀奖
1988年 获南洋美专校友会美展创作奖
1989年 获南洋美专校友会美展优秀奖
1990年 获南洋美专校友会美展优秀奖
1994年 获陈之初博士美术奖
2001年 获陈之初博士美术奖
2004年 获陈之初博士美术奖
2005年 获啸涛书画篆刻会颁发“艺术成就奖”
2007年 获南洋美专校友会美展优秀奖

## 參展
- 1990年  参加“南洋风情六人小品”画展及“传统与创新”六人彩墨画展
- 1991年  参加“四人彩墨”画展
- 1994年  举办“吴秋来速写及水墨画”个展
- 1999年  受邀参加"NOKIA新加坡美术1999"画展
- 2002年  画作每年参加“日本国际水墨画展”迄今
- 2008年8月  由黑土地美术馆主办“三人个展”之吴秋来个展
- 2014年9月  举办“山水清音－－吴秋来水墨画展”
- 2015年1月  举办“吴秋来与沈添松彩墨画展”

## 出版品
```
1994年出版《吴秋来速写》画集
2009年出版 《吴秋来画集》
```

## 评价
- 新加坡文艺前辈潘受在《吴秋来速写》的序言中写道：

“秋来素描意到笔随，无懈可击，写印度人男女老幼，尤不爽毫发，栩栩如生，岂前生曾饮恒河水？作恒河浴乎？”
- 新加坡作家蔡欣在《山水表意，眉目传情－－吴秋来的山水与人物画》长文中写道：

我“认识”吴秋来,确切地说是“认识”他的作品,恐怕要回溯上 世纪90年代。忘记在哪一次画展 上欣赏了他的南洋风情画作,即对 其笔下所展示的新马、印尼、泰国 等“彩墨风景”留下极深刻的印象。 叫我更“吃惊”的是与画作融为一体 的人物。所绘人物,总是既写实又写 意,在几许背景衬托下,将东南亚漫 溢热带情调的风土景物表现得淋漓尽致。当时心里涌出的念头是:想不到 紧随着前一代先驱画家运行的轨道, 这小小岛国的画坛上, 又一颗光芒夺目的“艺术之星”接踵而至──江山代有才人出⋯⋯
从此开始“暗中留意”吴秋来这位画家的动向。

或许是拜神州大地改革开放的策所赐吧,我们终于看到岛国画家的彩墨不只滞留本土,也进一步“泼”向更为辽阔的北方,欲与彼邦丹青妙笔争一日之长短。于是,我们有幸能欣赏吴秋来于2004年所写的云烟缭绕、笔墨酣畅、布局深具匠心的深远山水《雁荡灵峰》; 能欣赏萧萧疏疏、笔简色清、淡逸清雅的平远山水太湖夏景; 也能欣赏青山几抹、菜花千亩、屋宇错落的《皖南三月》高远山水。画的虽然还是“传统山水”, 但吴秋来让 我们看到画风不拘一格,爱多方探索的求变求新精神。